# إليسا ميلر
إليسا ميلر (بالإسبانية: Elisa Miller)‏ هي مخرجة مكسيكية، ولدت في 1 يوليو 1982 في مدينة مكسيكو في المكسيك.

## وصلات خارجية
- إليسا ميلر على موقع IMDb (الإنجليزية)
- إليسا ميلر على موقع ألو سيني (الفرنسية)
- إليسا ميلر على موقع أول موفي (الإنجليزية)
- إليسا ميلر على موقع قاعدة بيانات الأفلام السويدية (السويدية)
- إليسا ميلر على موقع قاعدة بيانات الفيلم (الإنجليزية)
- إليسا ميلر على موقع كينوبويسك (الروسية)
- إليسا ميلر على موقع كينوبويسك (الروسية)